# Tragia nepetifolia
Tragia nepetifolia es una especie de planta perteneciente a la familia  Euphorbiaceae. 

## Descripción
Es una hierba que alcanza un tamaño de 10 a 40 cm de altura, con tallo erecto o ramificado desde abajo, tiene las ramas delgadas, rojizo oscuras, con pelos rígidos y urticantes. Las hojas son anchas terminando en puntas alargadas, el borde ondulado o con dientecillos y peludas. Las flores están agrupadas en las puntas de las plantas, de color blanco, en forma de trompetas, muy llamativas.

## Distribución y hábitat
Originaria de México. Habita en climas secos, semisecos y templados entre los 1900 y los 2300 metros, asociada a matorral xerófilo y bosque de encino.

## Propiedades
A esta especie se le utiliza, en general, para las afecciones del riñón; en Aguascalientes refieren que se toma como agua de uso el cocimiento de la planta con arena menudita. Para el tratamiento de las enfermedades venéreas, cuando hay secreción de pus, comezón y sangrado (V. purgación), se aconseja que la planta completa se hierva junto con la de cascabel (sp. n/r), para beberla como agua de uso, de la misma forma como lo hacen en Nayarit. En dolores reumáticos, se sugiere poner unas ramas en alcohol durante 8 días, con lo que posteriormente se frota la parte afectada. Además, se menciona que es aplicada en heridas y usada contra parásitos (V. lombrices).
Historia
Maximino Martínez, en el siglo XX la refiere como anticanceroso y para tratar llagas.

## Taxonomía
Tragia nepetifolia fue descrita por Antonio José de Cavanilles y publicado en Icones et Descriptiones Plantarum 6(1): 37, pl. 557, f. 1. 1800.
Sinonimia
- Tragia nepetifolia var. dissecta Müll.Arg.
- Tragia nepetifolia var. setosa S.Watson
- Tragia urticifolia Benth.[3]